# Città di fondazione

Palmanova (Udine)

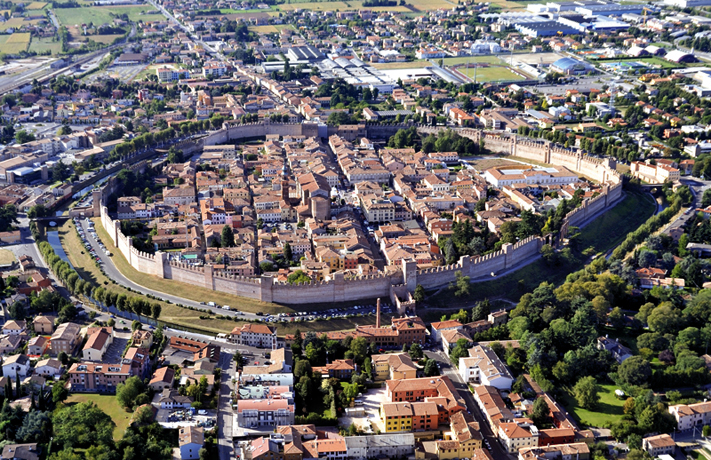
Cittadella (Padova)

Una città di fondazione è un insediamento urbano nato non spontaneamente, ma sulla base di una precisa volontà politica e di un progetto urbanistico. In genere, le città di fondazione sono costruite nella parte fondamentale, detta "nucleo di fondazione", tramite un intervento unitario realizzato in tempi brevi e con una precisa conformazione geometrica, spesso caricata di significati simbolici e modelli ideali (vedi Città ideale).
Non sempre la distinzione tra formazioni urbane "spontanee" e "pianificate" è totalmente chiara, e neppure i tempi brevi della realizzazione e la regolarità della conformazione geometrica sono assolutamente determinanti, visto che esistono centri urbani dalla geometria irregolare frutto di un preciso piano, strutture regolari determinate solo dalla topografia dei luoghi e nuclei urbani cresciuti lentamente nel tempo secondo un concetto urbanistico preciso e condiviso anche se non graficizzato, mentre l'apparenza "caotica" di molti insediamenti è il possibile prodotto di stratificazioni storiche più che della mancanza di pianificazione.

## La fondazione come rito
La fondazione di una città o comunque di un insediamento è stato oggetto di particolari riti fin dalle civiltà antiche. Si pensa che a partire dall'epoca della rivoluzione agricola sia nata l'esigenza, per giustificare e dare legittimo fondamento all'appropriazione di uno spazio che veniva sottratto completamente al dominio della natura, di sancire un'origine divina per il proprio insediamento stabile per coinvolgere direttamente gli dei nelle sorti della città e legarli al territorio cittadino. Il nuovo tipo di organizzazione economica rendeva inoltre necessario un nuovo ordine sociale e religioso di cui diventava simbolo tangibile la città, resa sacra insieme al sovrano e contrapposta a quanto la circondava, spazio umano delimitato e sottratto al caos della natura.
Sin dal mondo antico la fondazione costituiva quindi un'operazione non solo profana, di carattere politico-militare, ma anche e soprattutto "religiosa" che trovava un parallelo nel tracciamento e nella fondazione di un templum o spazio sacro e che passava dalla scelta del luogo ideale, del tipo di terreno più adatto e della sua posizione rispetto all'orizzonte circostante e dalla determinazione del momento astrale più favorevole per fondare la città con implicazioni anche esoteriche.
La fondazione è quindi il momento nel quale, nelle varie epoche storiche, si affermano differenti forme del Sacro: dai riti pagani di fondazione, caratterizzati dai sacrifici e dall'osservazione delle stelle a quelli cristiani basati sul sangue dei martiri e le loro reliquie, fino ad arrivare ai santi laici, cittadini meritevoli o caduti in guerra ai quali si dedicano strade e monumenti.
La città è così posta sotto la protezione di divinità, numi o santi tutelari e protettori e diventa anche il luogo dei suoi eroi, divinità, santi, martiri; è il contesto in cui si erigono templi, talora nella posizione più elevata (acropoli).
Per estensione ogni edificio è sacro nella misura in cui è sacra la cerimonia della sua fondazione.
Particolare valore sacrale veniva in genere riconosciuto alle mura, il cui tracciamento in fase di fondazione era regolato, per esempio nel mondo romano, da precise prescrizione religiose. Tale è il loro carattere che devono essere riconsacrate, soprattutto se la città subisce un particolare evento traumatico. Le porte della città segnano un confine spesso demarcato non solo da difese fisiche (torri, fossati, cancelli), ma anche da simboli che evocano una protezione magica dello spazio urbano (immagini sacre, corna, simboli apotropaici, statue minacciose).

## Le città di fondazione greca

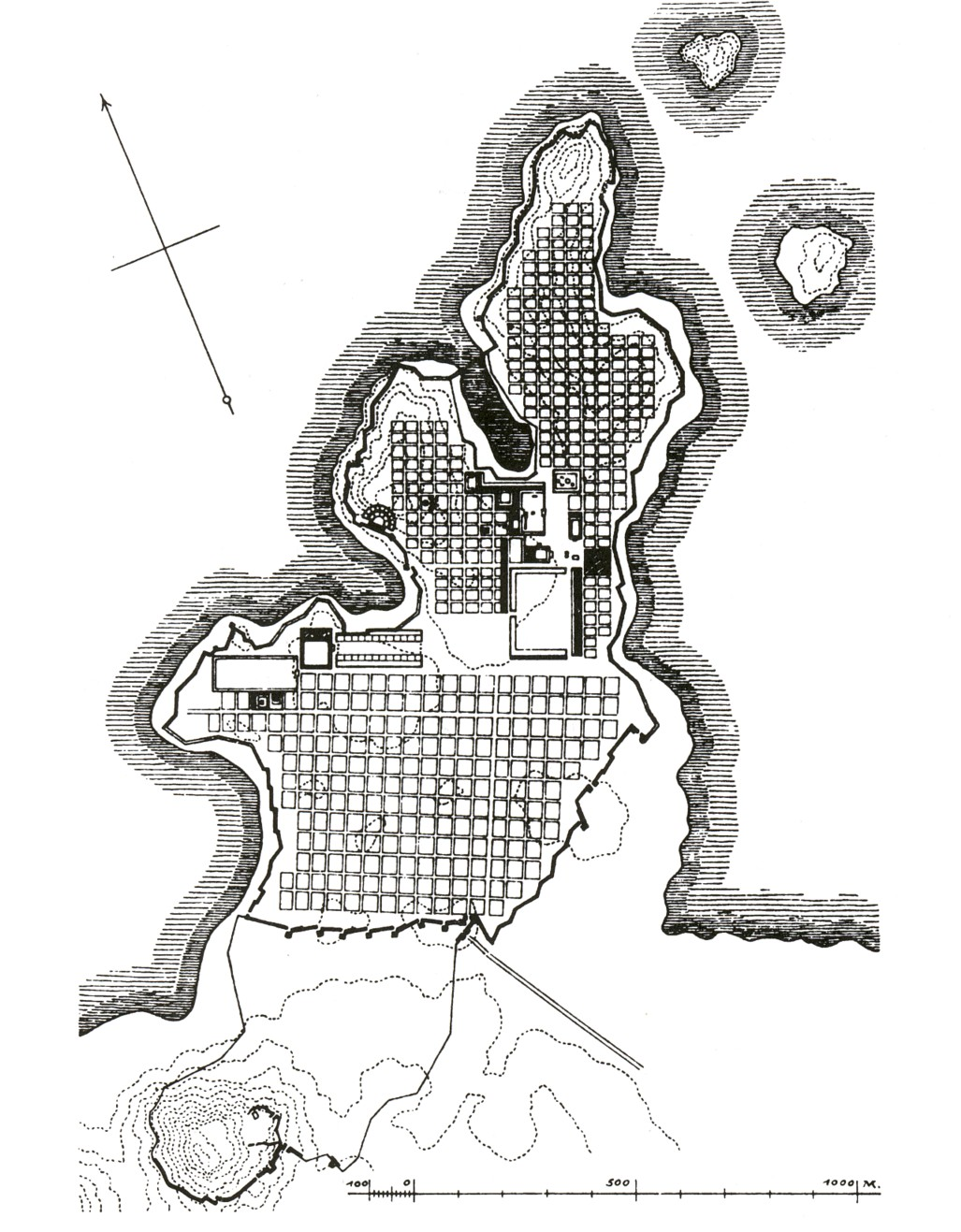
Struttura urbanistica della città di Mileto

L'antichità greca nel secolare processo di colonizzazione avviato in molte aree del Mediterraneo, mise a punto durante la complessa evoluzione culturale, e in particolare nel V secolo, un modello di strutturazione che rappresenta una delle prime esperienze di pianificazione urbana e di applicazione di uno schema planimetrico ortogonale esteso a un'intera città, che ebbe molta importanza nella successiva evoluzione dei modelli urbanistici per le città di nuova fondazione.
Nonostante venga generalmente attribuito a Ippodamo di Mileto, l'elaborazione di uno schema planimetrico costituito da un reticolo ortogonale fatto di strade principali (plateiai) e strade secondarie (stenopoi), che divide lo spazio in isolati quadrangolari regolari o più spesso in strigae molto allungate (come a Neapolis), è precedente a Ippodamo.
Tale metodo urbanistico era già stato applicato empiricamente in precedenza nel mondo greco e anche in civiltà diverse da quella greca anche se in maniera non totalmente organica a un'intera città. Il controllo geometrico della conformazione di una nuova città fu utilizzato dai Greci fin dal VII e VI secolo, in occasione  della fondazione di nuovi centri urbani sulla costa ionica come Smirne (VII secolo), nella Magna Grecia come Metaponto o in Sicilia come Megara Iblea (VI secolo), che si differenziano da altre colonie per la regolarità degli isolati e per l'ortogonalità di alcuni assi viari.
Assi ortogonali adattati alla natura orografica dei luoghi si ritrovano in molte altre colonie come Siracusa, Taranto, Locri, Selinunte, Solunto, Poseidonia.
In questo tipo di impianto, mancando spesso un centro integrato nella griglia ortogonale, i singoli isolati avevano tutti un'importanza equivalente. Il centro simbolico e funzionale della città era invece quasi sempre in posizione decentrata, tradizionalmente ubicato su alture (acropoli) e con una struttura urbanistica propria.
Ippodamo di Mileto probabilmente teorizzò la fondazione di nuove città mediante l'applicazione dello schema ortogonale. Aristotele gli attribuisce la concezione della struttura a griglia con le strade che si intersecano ad angolo retto, delimitando ordinatamente isolati residenziali di forma quadrangolare. Riferisce anche l'aspetto più politico del pensiero di Ippodamo che prefigurava non solo l'ordine urbanistico, ma anche l'ordine sociale di una sorta di città ideale che avrebbe dovuto ospitare al massimo 10 000 abitanti, divisi in tre classi: quella degli artigiani, quella degli agricoltori e quella degli armati, i difensori della patria.
L'applicazione dello schema ippodameo così come ipotizzato, si ebbe probabilmente per opera dello stesso Ippodamo, nella ricostruzione di Mileto città dalla quale era originario. Un altro esempio ricordato spesso è la città portuale del Pireo. Tuttavia la prima realizzazione esemplare della scacchiera con modulo quadrato progettato da Ippodamo potrebbe essere la città della Magna Grecia Thurii, presso Sibari, città di fondazione nata nel 444 a.C. su iniziative di Pericle e di molte città della madrepatria, che rappresentò l'intento di tradurre un progetto politico in architettura urbana, con il probabile intento di farne un centro coloniale panellenico: tra i suoi "padri" fondatori, oltre Pericle, potrebbero esserci il sofista Protagora e il progettista Ippodamo di Mileto, facendola ritenere da alcuni studiosi il vero modello dell'impianto ortogonale e reticolare "ippodameo".
Le applicazioni dello schema ippodameo continuarono anche in epoca ellenistica (Priene, Alessandria) quando lo schema si arricchì di elementi di complessità, come la presenza un centro urbano localizzato nel centro geometrico della città (Pella), che hanno fatto ipotizzare una derivazione dell'urbanistica romana da quella ellenistica, o comunque una comunanza di modelli.

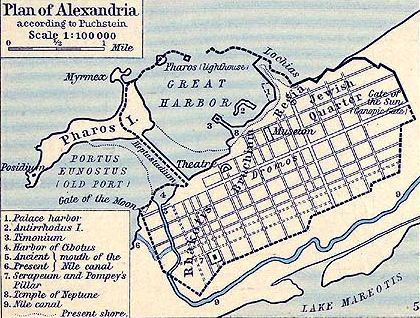
Alessandria nel I secolo
Il piano di Pella

## Le città di fondazione romana

Ricostruzione della città di Colonia in epoca romana

La fondazione di nuovi centri urbani fu uno degli elementi duraturi ed essenziali dell'espansionismo romano sia nella penisola sia nelle province.
La fondazione di nuove colonie fu frequente sia in epoca repubblicana sia in epoca imperiale e avvenne utilizzando lo schema del castrum, tipico dell'urbanistica romana, basato su due assi perpendicolari: il cardo massimo (molto spesso in asse nord-sud) e il decumano massimo (est-ovest): al loro incrocio, al centro simbolico e funzionale ma non sempre geometrico della città, sorgeva il foro, dove si svolgevano le riunioni politiche, veniva amministrata la giustizia, si esercitava il commercio e si svolgevano le cerimonie religiose.
La forma della città era generalmente quadrangolare e lo schema dell'impianto è ancora riconoscibile in numerosi centri urbani grandi, medi e piccoli in tutta Europa, per esempio Firenze, Pistoia, Lucca, Fondi, Aosta, Verona, Aquileia, Torino, Jesi, Pavia, Piacenza, Cremona, Codogno, Modena, Parma, Ascoli, Padova, Trento, Asti, Imola, Silchester, Colonia, Saragozza, Treviri.
Anche città come Milano e Bologna in cui l'originario schema ortogonale è più difficilmente riconoscibile, sono città di fondazione romana.

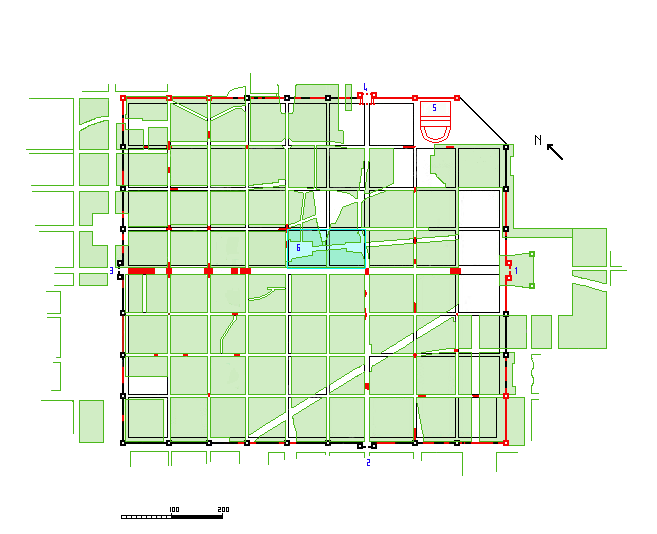
Torino romana
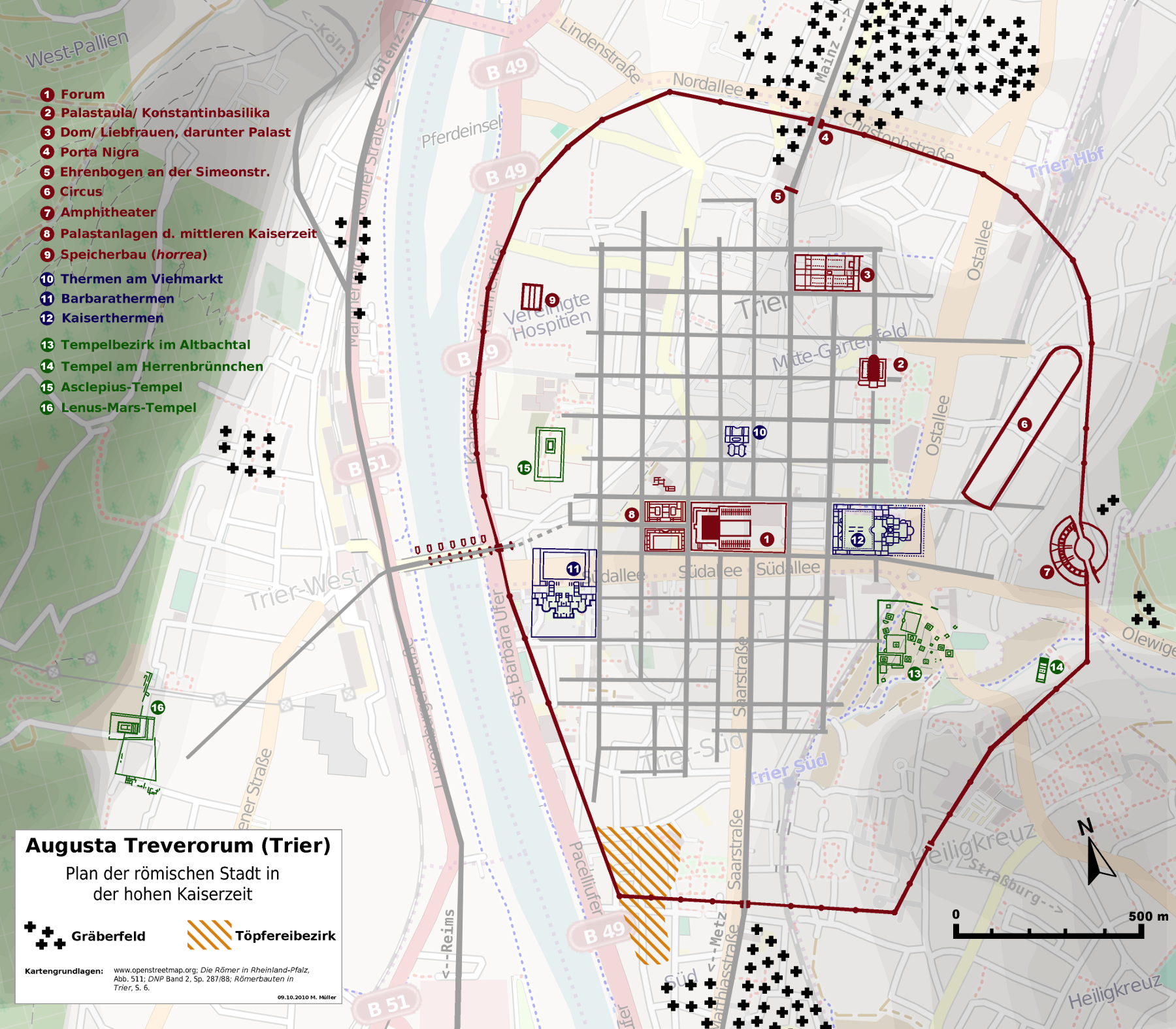
Treviri (Augusta Treverorum)
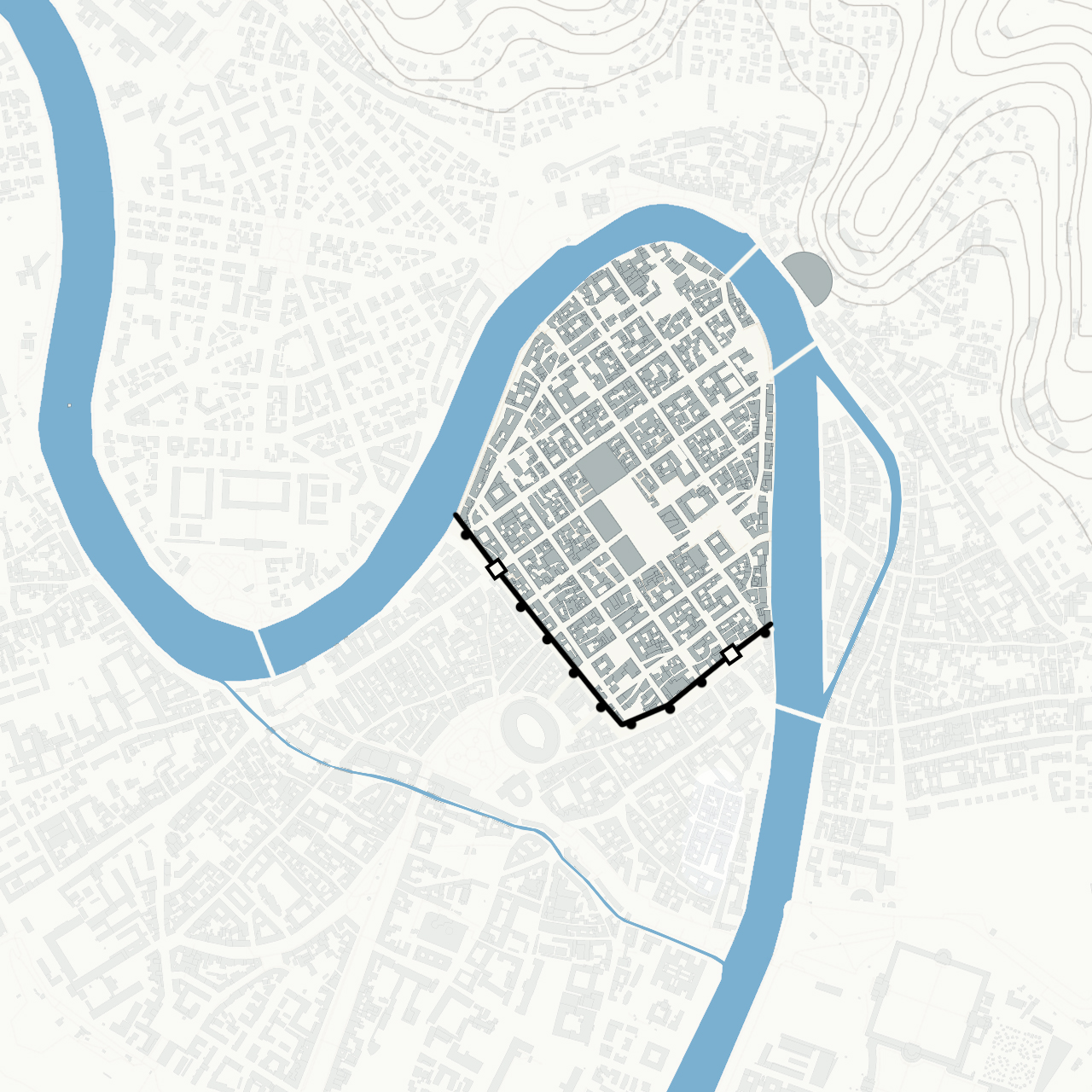
Verona romana

## Città di fondazione in epoca medievale

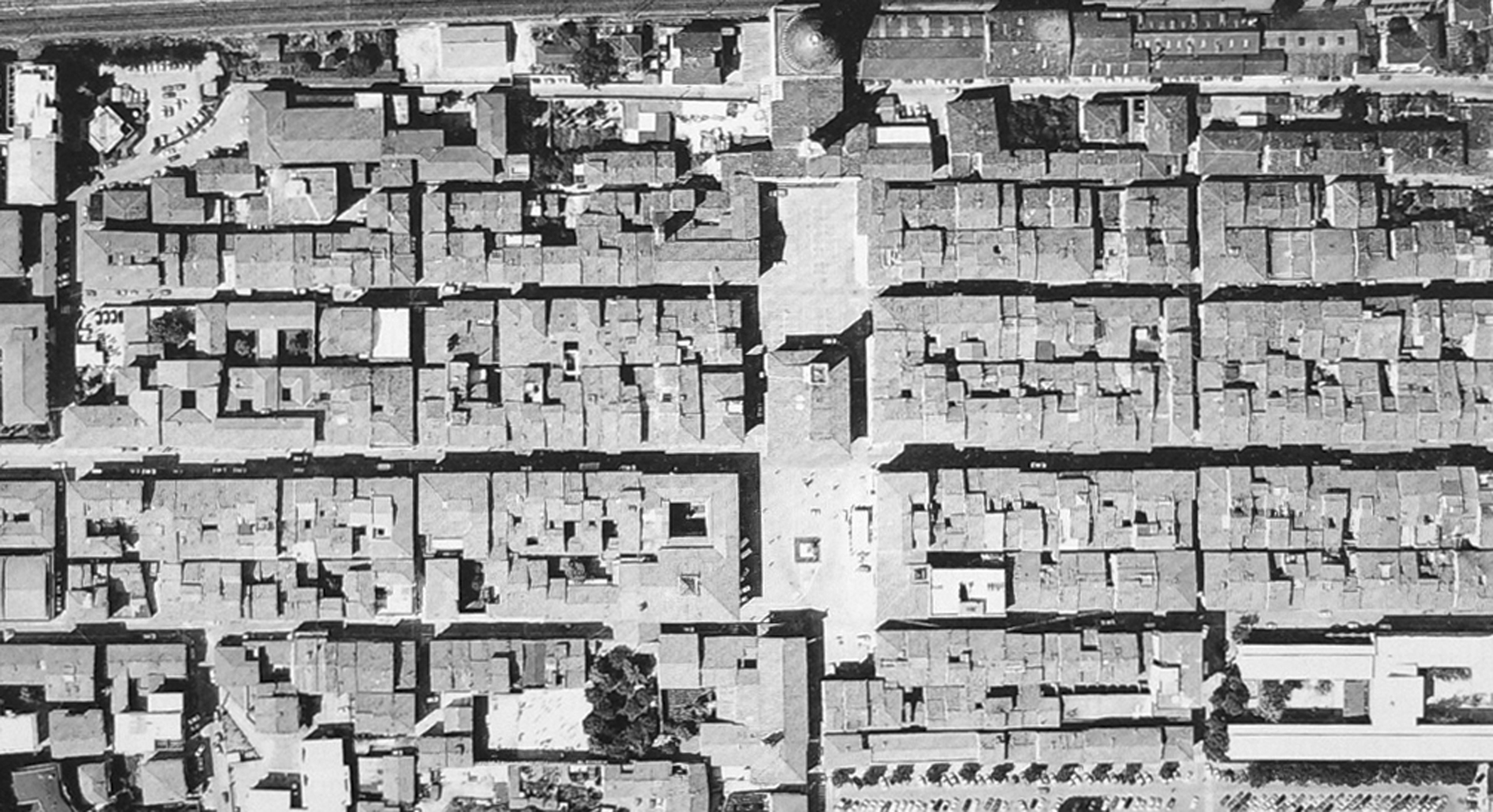
Il centro di San Giovanni Valdarno che evidenzia lo schema urbanistico

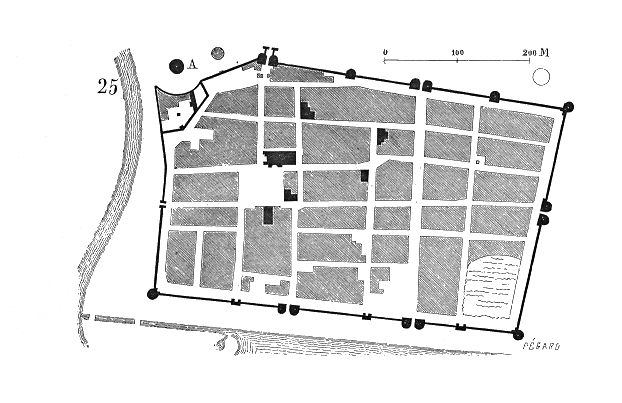
La struttura urbana di Aigues-Mortes

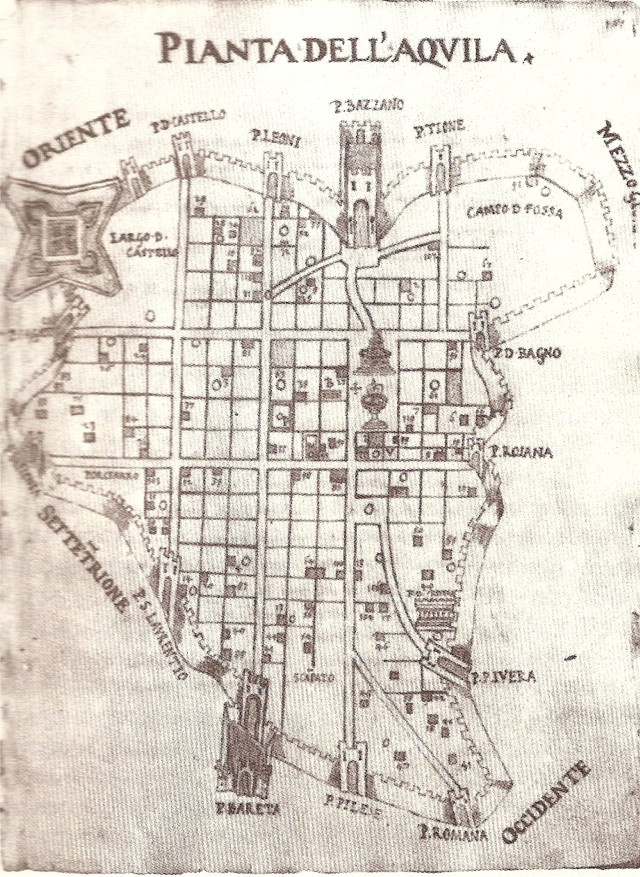
Pianta dell'Aquila con evidenziata la cerchia muraria e la suddivisione in locali

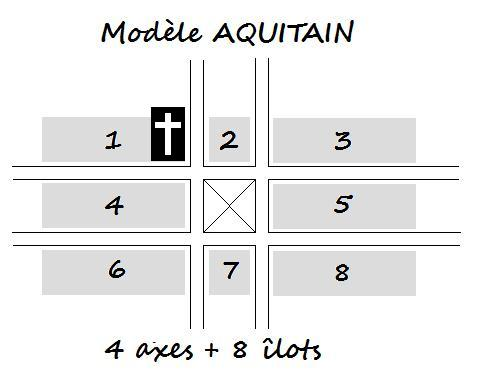
Lo schema delle bastides francesi in Aquitania

Rari sono i casi di fondazione di nuovi centri urbani nell'Alto Medioevo. Tuttavia non mancarono casi di nuovi insediamenti in altura per farne il rifugio di abitanti della costa o del piano al fine di sottrarli a minacce e impaludamenti. Tra questi Cencelle fondata nel IX secolo dal papa Leone IV e successivamente abbandonata. Fino all'XI secolo nuovi nuclei d'insediamento nascono soprattutto per iniziativa feudale, in aree elevate, con funzione difensiva e scarsa regolarità d'impianto (castelli). A tale tipologia corrispondono anche i castelnau francesi.
Invece a partire dal XII secolo ma soprattutto tra XIII e XIV secolo, sorsero in tutta Europa numerosissimi centri urbani di fondazione. Le cause di questo fenomeno, particolarmente imponente nelle aree fuori dall'Italia, meno urbanizzate in epoca romana, sono molteplici e variabili a seconda delle regioni geografiche. Complessivamente le nuove fondazioni risposero all'esigenza di popolamento o di ripopolamento e controllo di aree poco urbanizzate o rimaste in posizione marginale durante l'Alto Medioevo, e in particolare alle aree di pianura, impaludate e da bonificare. L'iniziativa di questi insediamenti è soprattutto delle città comunali, ma anche di sovrani, grandi signori (le bastides francesi) e potentati locali.

### Italia
Nell'Italia centro-settentrionale, le nuove fondazioni furono causate principalmente dall'esigenza delle varie città di presidiare il territorio con insediamenti che assicurassero contemporaneamente la difesa verso le città vicine e i potentati feudali e la colonizzazione di parti di territorio, spesso da bonificare e avviare allo sfruttamento agricolo, richiamando nuovi abitanti con agevolazioni fiscali. Tale tipo d'insediamenti spesso chiamato "villa nuova o castel nuovo o terra nuova" oppure "castello o borgo franco" come ancora ricordano diversi toponimi in Italia, come in Francia (Villefranche, Franqueville, Francheville, Neuville, Villeneuve, Villenouvelle).
Un esempio di tali insediamenti sono le "terre nove" fiorentine: Castelfranco, San Giovanni Valdarno e Terranuova Bracciolini, edificate nel Valdarno Superiore, in cui Firenze voleva consolidare il controllo, secondo uno schema ortogonale attribuito ad Arnolfo di Cambio e munite di cinte murarie.
Dai fiorentini fu fondata anche Firenzuola nel Mugello e Campi Bisenzio sul confine ovest del contado fiorentino. Nuovi centri fortificati furono fondati da Genova (Chiavari, Villanova), Siena (Monteriggioni, Lucignano, Paganico), Lucca (Camaiore e Pietrasanta), Pisa (Castelfranco), Verona (Villafranca di Verona), Treviso (Castelfranco Veneto), Bologna (Castelfranco Emilia, Castelbolognese, Castel Guelfo, Sant'Agata Bolognese), Novara (Borgomanero), Padova (Cittadella, Montagnana), Reggio Emilia (Reggiolo, Rubiera), Vercelli (Gattinara, Serravalle Sesia), Alba (Cherasco), Asti (Montechiaro, Magliano Alfieri, Costigliole, Villafranca, Dusino, Poirino, Villanova). Nel solo Nord Italia si possono enumerare circa 200 nuovi borghi.
Particolari casi di città di fondazione furono Alessandria, fondata non da una città madre ma dall'intera Lega Lombarda (come anche Cuneo e Mondovì), in funzione anti imperiale.
Non mancarono fondazioni dovute a potentati locali (Empoli) o all'iniziativa regia come Manfredonia, Alcamo. 
L'Aquila e Cittaducale, che  riproduce in dimensioni ridotte il capoluogo abruzzese, rappresentano un caso emblematico di realtà urbane fondate come centri amministrativi di un'intera comunità, formata da numerosi villaggi incastellati posti sui rilievi intorno al punto prescelto per la nuova città. Nel caso dei due centri abruzzesi, le origini multicentriche degli insediamenti si riflettono sull'impianto urbanistico angioino a griglia modulare nonché sulla divisione principale in quattro quarti e secondaria in "locali", ciascuno dei quali riferito a un preciso villaggio, che costituirà un collegamento diretto tra le città e il territorio extra moenia. Il centro storico di Cittaducale, distinto dai tessuti di espansione moderni, mantiene ancora oggi intatto il suo carattere e il suo fascino.

### Germania
In area tedesca, oltre alla fondazione di moltissimi borghi (freiburg) nei vari land, si assiste a un vasto movimento di colonizzazione mosso verso oriente, oltre l'Elba, con la fondazione di numerosissimi centri di fondazione, fino e oltre la Polonia, grazie anche all'Ordine teutonico (Danzica, Marienburgh).
In Inghilterra le nuove fondazioni sorsero per iniziativa regia, per consolidare conquiste territoriali recenti verso il Galles (Conway), per ragioni militari o per consentire lo sfruttamento di territori da colonizzare o bonificare.

### Francia
In Francia sorsero numerose villeneuves e bastides, soprattutto a Sud, su iniziativa regia, o di grandi feudatari per assicurare il controllo militare sul territorio o sui confini oppure degli ordini religiosi per colonizzare territori agricoli. Quasi nessuna di esse diede vita a centri urbani particolarmente importanti. Particolarmente interessante la città di Aigues-Mortes fondata da Luigi IX di Francia.

## La "città ideale" rinascimentale

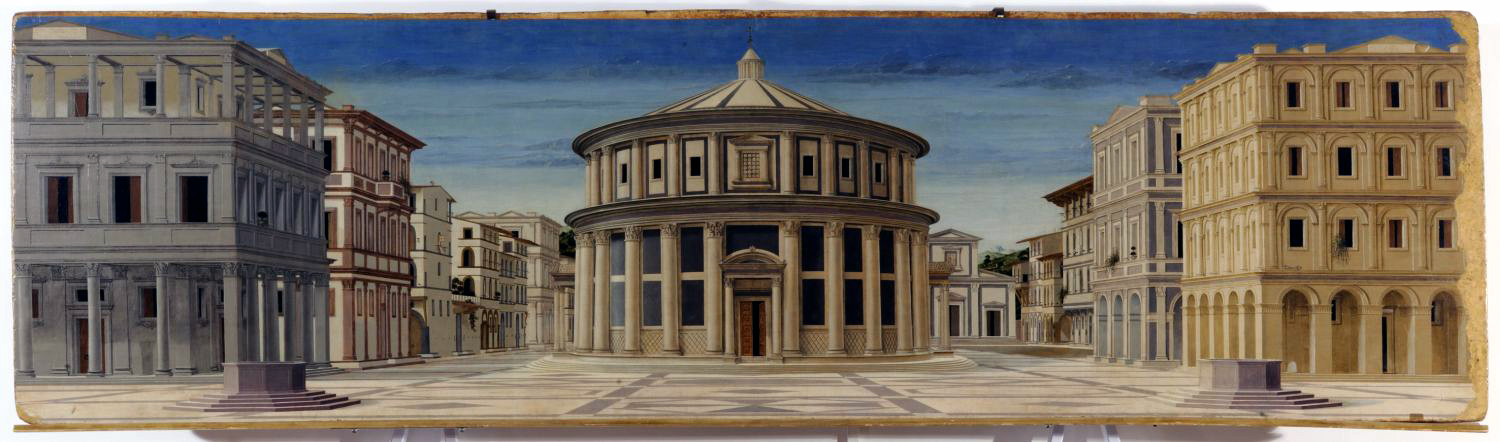
Dipinto sul tema della Città ideale, Galleria nazionale delle Marche, Urbino

L'idea di dare alla città una forma ordinata e razionale, facendone un simbolo della concezione artistica e filosofica di tutto il Rinascimento, matura lentamente nelle opere dei trattatisti del XV secolo, a partire da Leon Battista Alberti. È Filarete che, nel suo trattato, disegna la prima città ideale, Sforzinda, con uno schema geometrico rigoroso, di tipo radiale. Francesco di Giorgio Martini propone un repertorio di forme simmetriche e rigorose, combinando impianti radiocentrici e a scacchiera e tenendo conto delle nuove esigenze di difesa bastionata dalle artiglierie.
Le città di fondazione dell'architettura rinascimentale nacquero quindi come conseguenza della riflessione utopica umanistica e rinascimentale, come tentativo di trasporre quella riflessione teorica nella concretezza di una città ideale effettivamente realizzata.
Tuttavia a parte le sperimentazioni urbanistiche a piccola scala come le trasformazioni di Livorno o di Pienza e l'ampliamento di Ferrara, le città di fondazioni del periodo rinascimentale sono relativamente poche e realizzate soprattutto per motivi difensivi:
- Giulianova
- Acaya
- Sabbioneta, edificata alla fine del XVI secolo per volere di Vespasiano Gonzaga,
- Terra del Sole, voluta dal Granduca di Toscana Cosimo I de Medici e progettata dai migliori architetti-urbanisti del tempo fra cui Giovanni Camerini, Bernardo Buontalenti, Simone Genga e Baldassarre Lanci,
- Cortemaggiore
- Palmanova, costruita alla fine del XVI secolo dalla Repubblica Veneziana, unica città realizzata con un chiaro schema radiocentrico

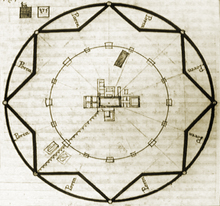
Sforzinda
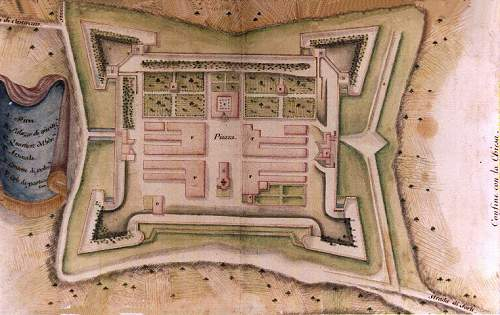
Terra del Sole, pianta della città fortezza medicea
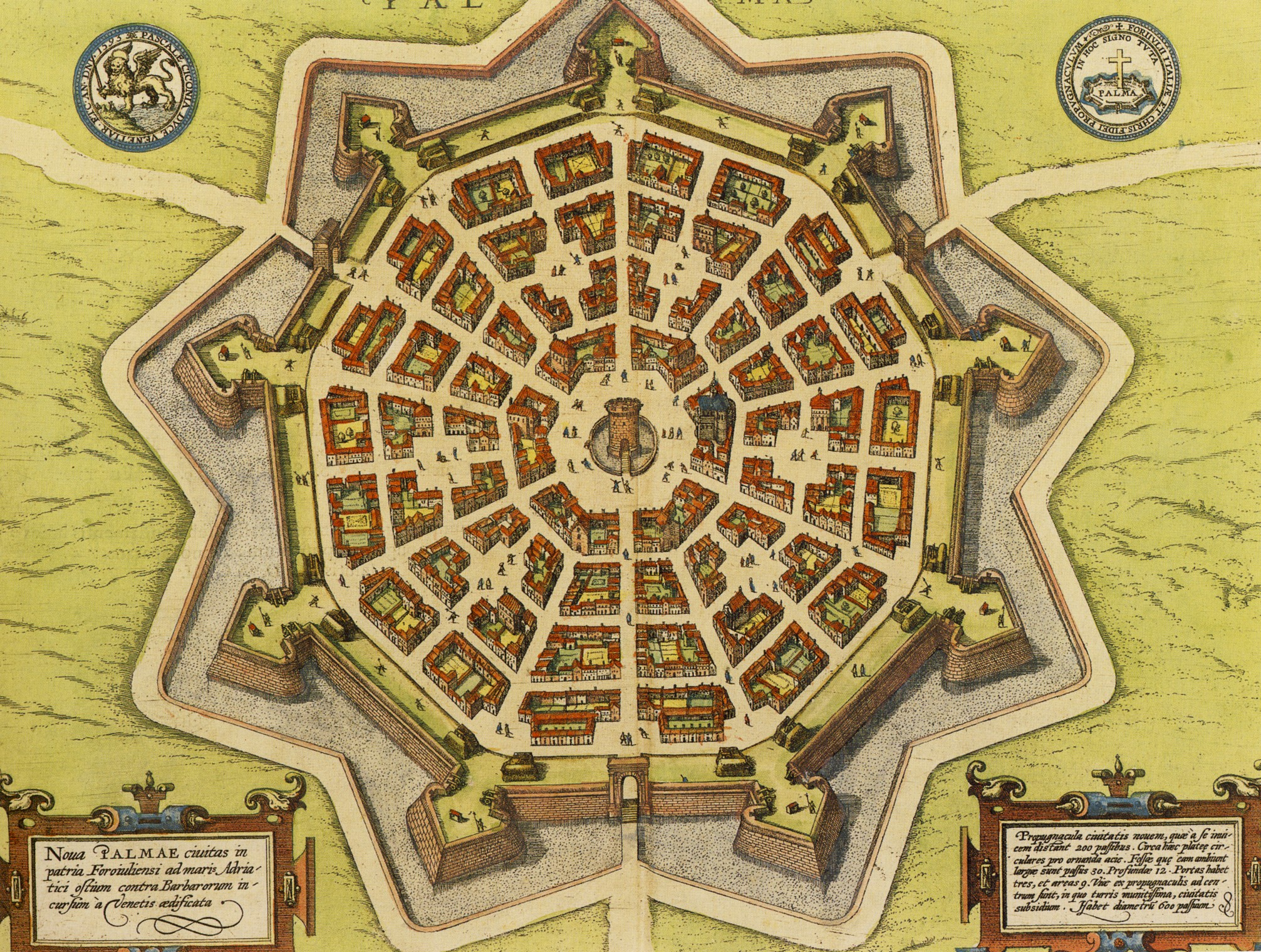
Palmanova, intorno al 1600
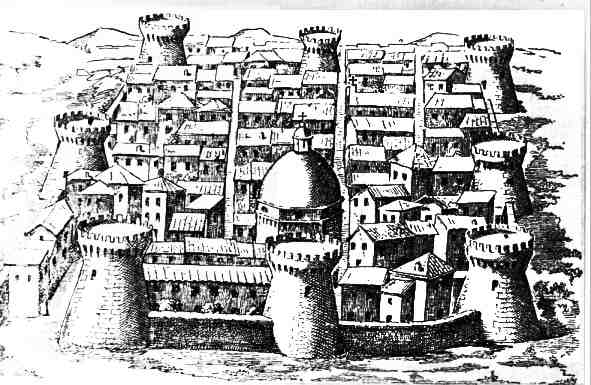
Giulianova, fine 1400
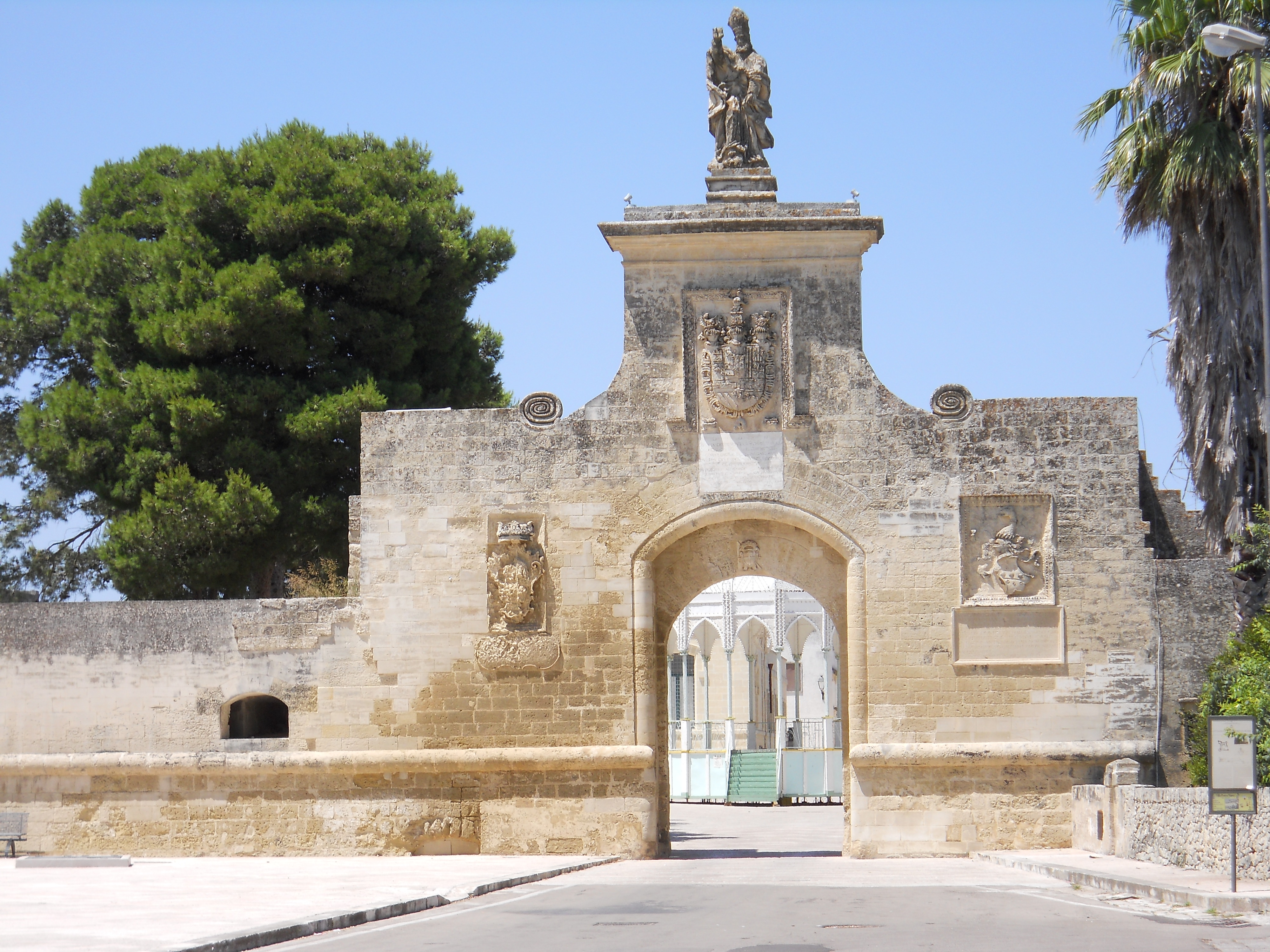
Porta di Acaya
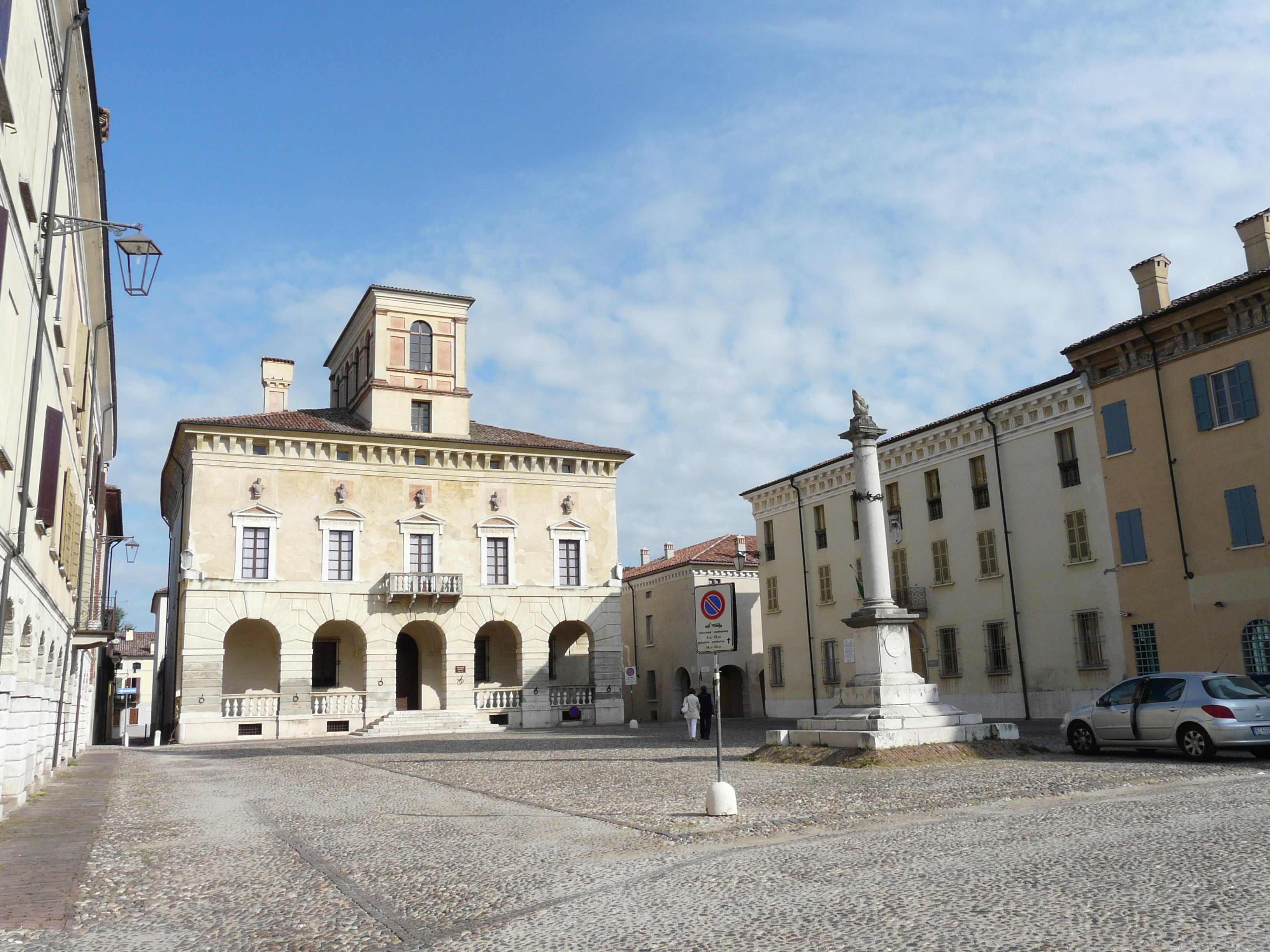
Sabbioneta - Piazza ducale
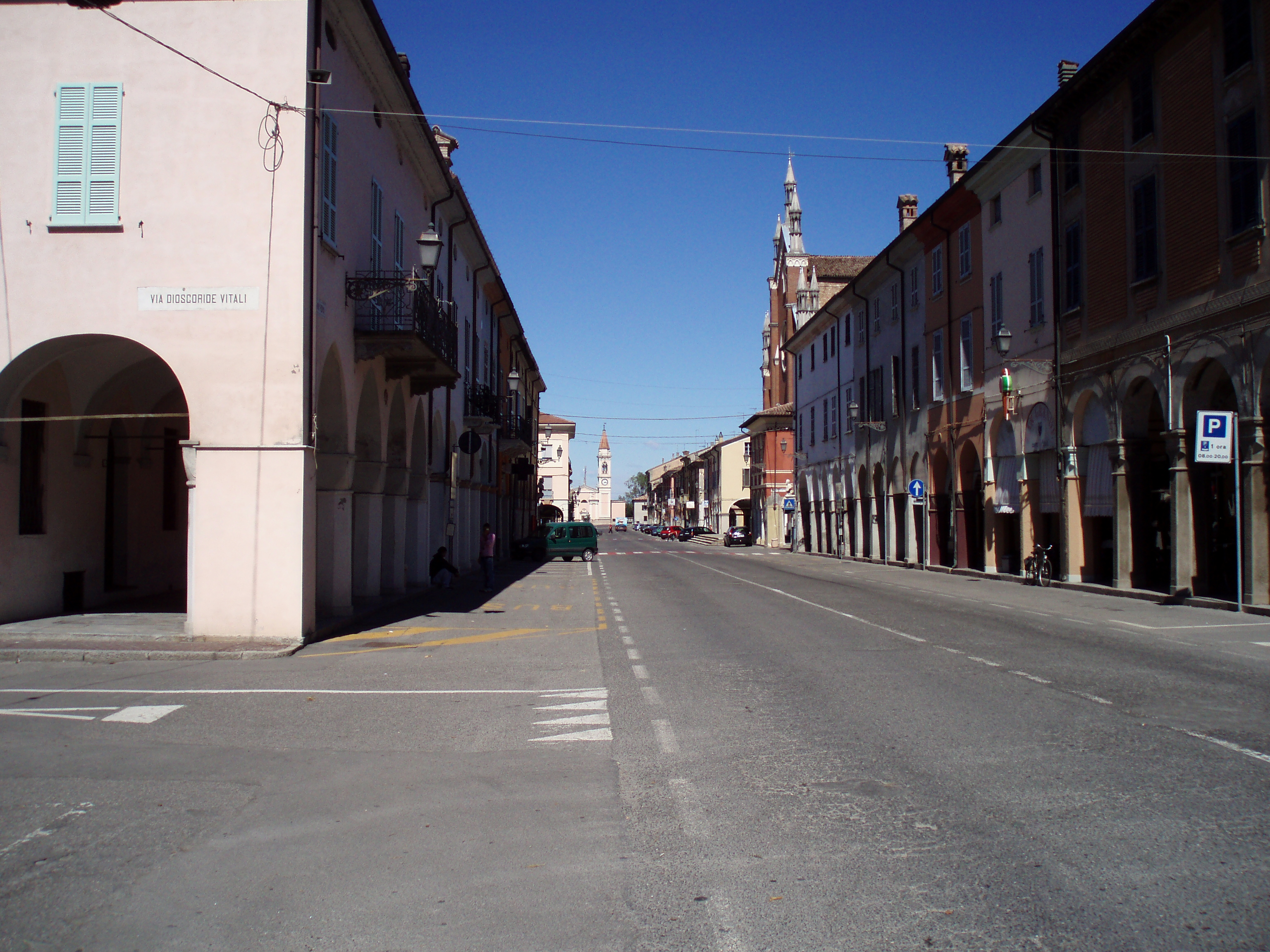
Via centrale di Cortemaggiore

Fuori dall'Italia si possono citare Vitry-le-François (1544), Phalsbourg (1570), Freudenstadt (1599), Lixheim (1606). Spesso le realizzazioni rappresentano un tentativo di conciliare uno schema radiocentrico con uno ortogonale.

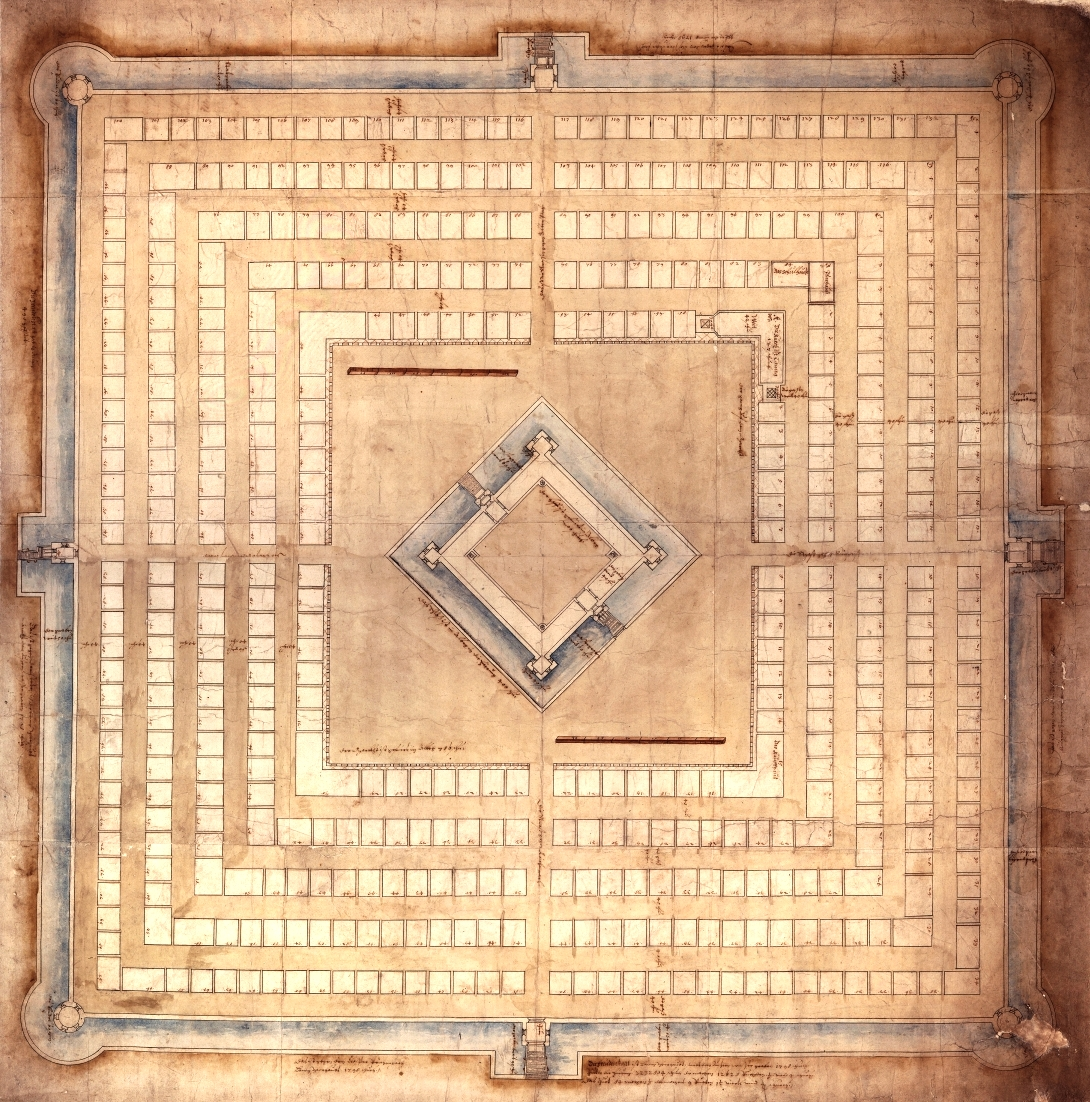
Freudenstadt, dal 1599
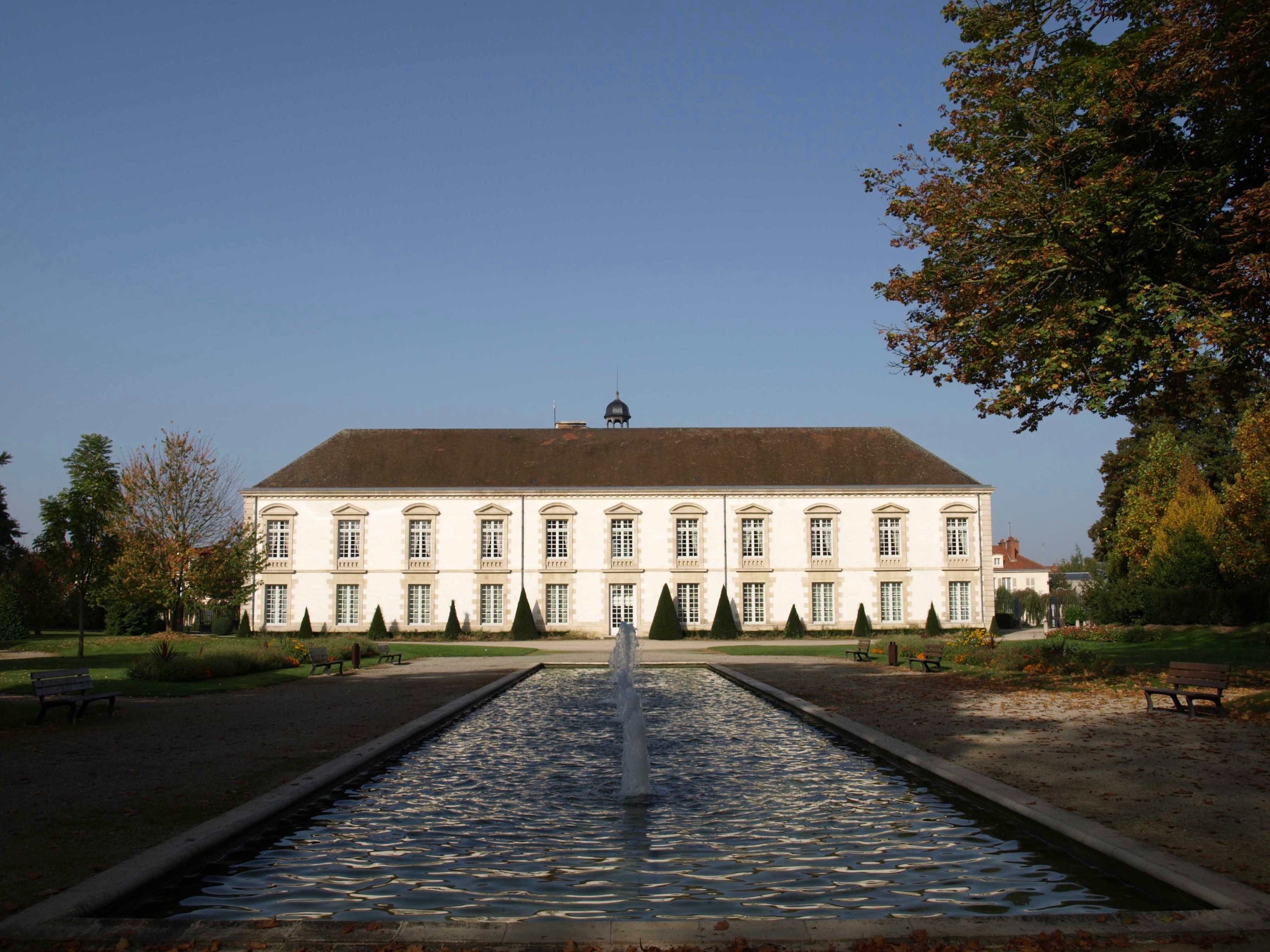
Vitry-le-François: l'Hôtel de ville
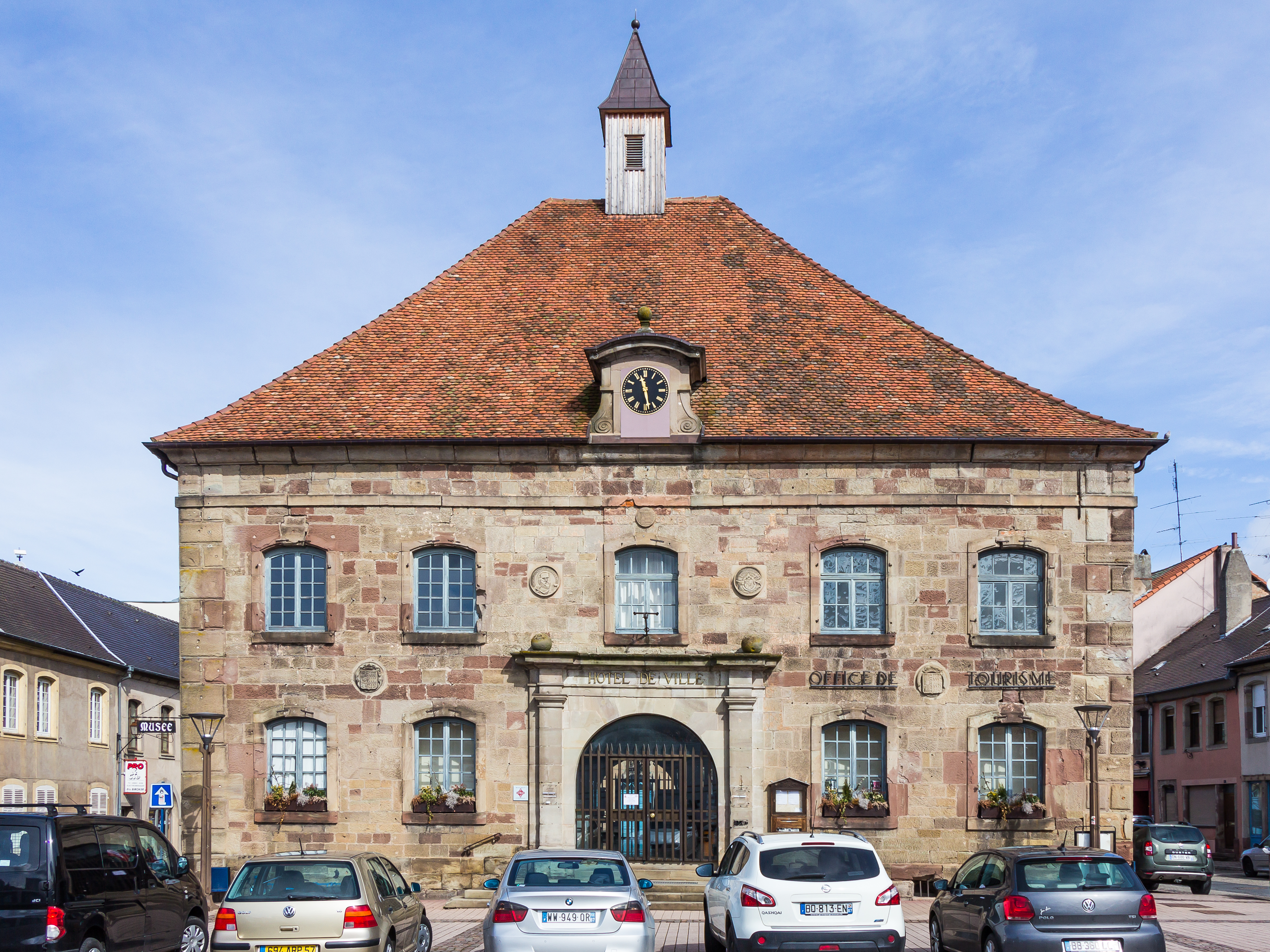
Hotel de ville di Phalsbourg
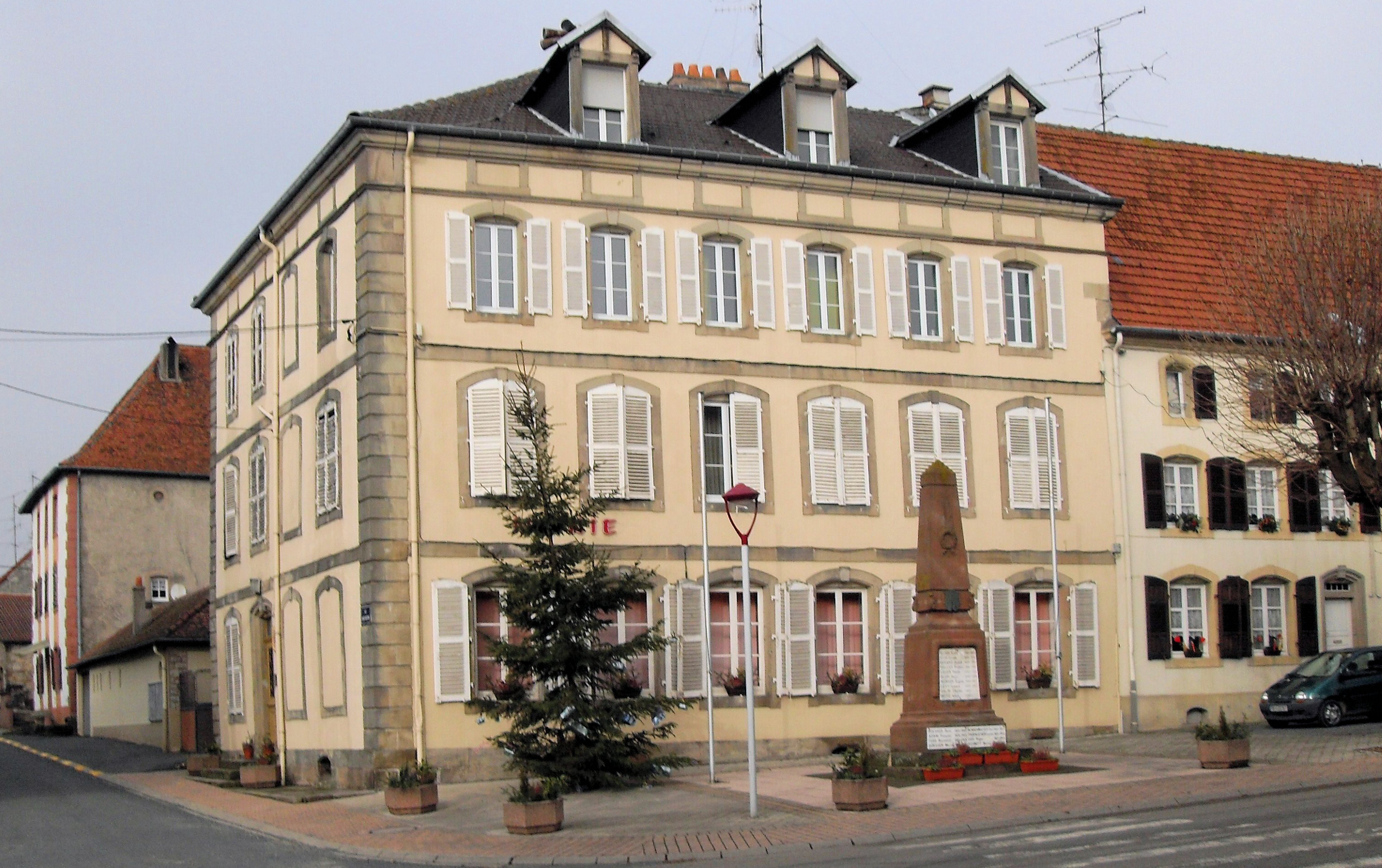
Rathaus (Municipio) di Lixheim

Molte volte le nuove fondazioni dovevano conciliare le esigenze difensive e la possibilità di utilizzare uno schema geometrico con la natura del luogo, con le preesistenze e con altri vincoli. molte realizzazioni presentano dunque un perimetro poligonale ma irregolare, e una struttura urbana ortogonale, più adattabile di quella radiocentrica, come la città de La Valletta fondata nel 1566 dai Cavalieri Ospitalieri, Livorno (1577), o come Guastalla, capitale del piccolo ducato di Ferrante I Gonzaga.

## Le città di fondazione in epoca post-rinascimentale

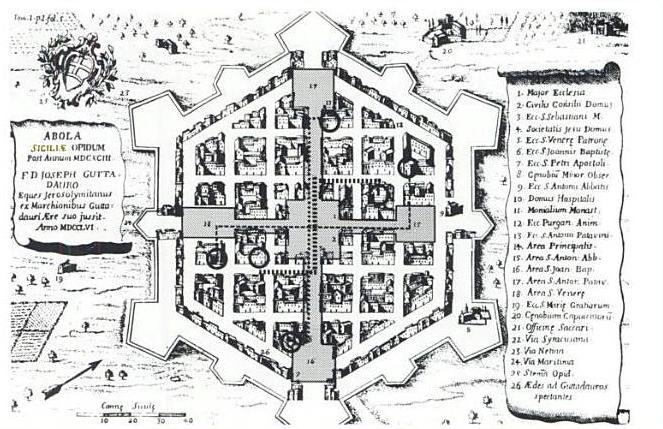
Pianta di Avola, 1756

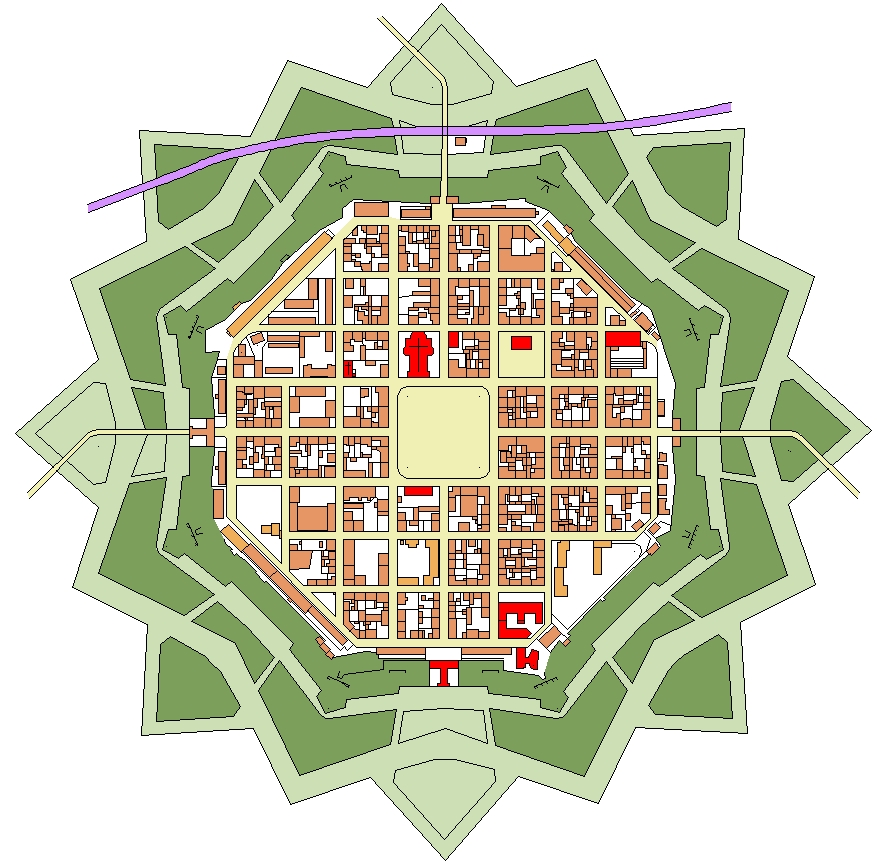
Pianta di Neuf-Brisach, 2005

Il modello radiocentrico della "città ideale" elaborato, a partire dal XV secolo, dai trattatisti rinascimentali, ebbe dunque poche applicazioni durante il XVI secolo. Tuttavia sopravvisse nella trattatistica, anche a causa della coincidenza con le forme stellate delle cinte murarie a cui era giunta l'elaborazione della fortificazione alla moderna. Quindi, nel XVII e XVIII secolo, sorsero centri urbani in cui la forma poligonale delle fortificazioni, si accompagnava a uno schema geometrico dell'organizzazione urbana, di tipo ortogonale ma anche di tipo radiocentrico.
Fuori da queste esigenze di fortificazioni, nuovi centri urbani nacquero tra l'ultimo quarto del XVI e il XVII secolo, soprattutto in Sicilia, per ripopolare aree di latifondo, con decine di nuovi insediamenti tra cui Vittoria, Paceco, Cattolica Eraclea, Casteltermini, Palma di Montechiaro, Cinisi, Aliminusa, Leonforte, Aragona, Francavilla, Riesi, Barrafranca, Niscemi, Valguarnera, Mazzarino, Menfi, Ribera, Montevago.
Altre sorsero come ricostruzioni a seguito di terremoti; tra questi Cerreto Sannita, costruita per volere del conte Marzio Carafa su progetto del "regio ingegnere" Giovanni Battista Manni, all'indomani di un sisma che nel 1688 distrusse il vecchio centro medievale.
Nel XVII secolo la fondazione di nuovi centri urbani continuò, causata oltre che per eventi sismici, anche per altre cause come frane (Servigliano XVII secolo), iniziative di ripopolamento di stampo neofeudale, in Italia (Santo Stefano di Camastra, XVII secolo), così come in Francia (Henrichemont, Richelieu, Charleville, fondata da Carlo I di Gonzaga-Nevers, nel XVII secolo).
Altre città di fondazione si ebbero in Sicilia, all'indomani del tragico terremoto del 1693 che distrusse i centri del Val di Noto. Quelle più interessanti furono Avola progettata da Angelo Italia e Grammichele il cui disegno è attribuito a Carlos de Grunembergh, i cui schemi urbanistici di forma esagonale sono desumibili dal trattato di architettura militare allora più conosciuto: I Quattro Primi Libri di Architettura di Pietro Cataneo.
Questa coincidenza tra la ricerca di forme adatte alla fortificazione e quella relativa alla forma dell'insediamento trovò un punto conclusivo nell'opera di Vauban come la nuova città fortificata Neuf-Brisach.
Nel XVIII secolo possiamo evidenziare numerosi e importanti fenomeni di nuova urbanizzazione con fondazione di nuovi centri abitati:
- il processo di vera e propria colonizzazione della Sardegna da parte dei Savoia. Furono fondate Carloforte (1738), Calasetta (1771), La Maddalena (1777), Santa Teresa di Gallura (1808), Villasimius (1824).
- le nuove fondazioni e rifondazioni che si resero necessarie a seguito del rovinoso sisma del 1783 in Calabria. Le piante di Seminara, Mileto, Gallina, Palmi, La Carolina, Bagnara, Borgia, Cortale, Bianco, Filadelfia, e la stessa Reggio Calabria, mostrano come gli schemi radiali e ortogonali della trattatistica rinascimentale fossero sul punto di essere superati da nuove istanze funzionali e illuministiche.
- insediamenti produttivi proto industriali come San Leucio, Cervia e Campomaggiore Vecchia.

Tra le grandi realizzazioni all'estero un posto di rilievo è occupato da San Pietroburgo, destinata a diventare una grande capitale.

## Le città di fondazione nel Nuovo Mondo

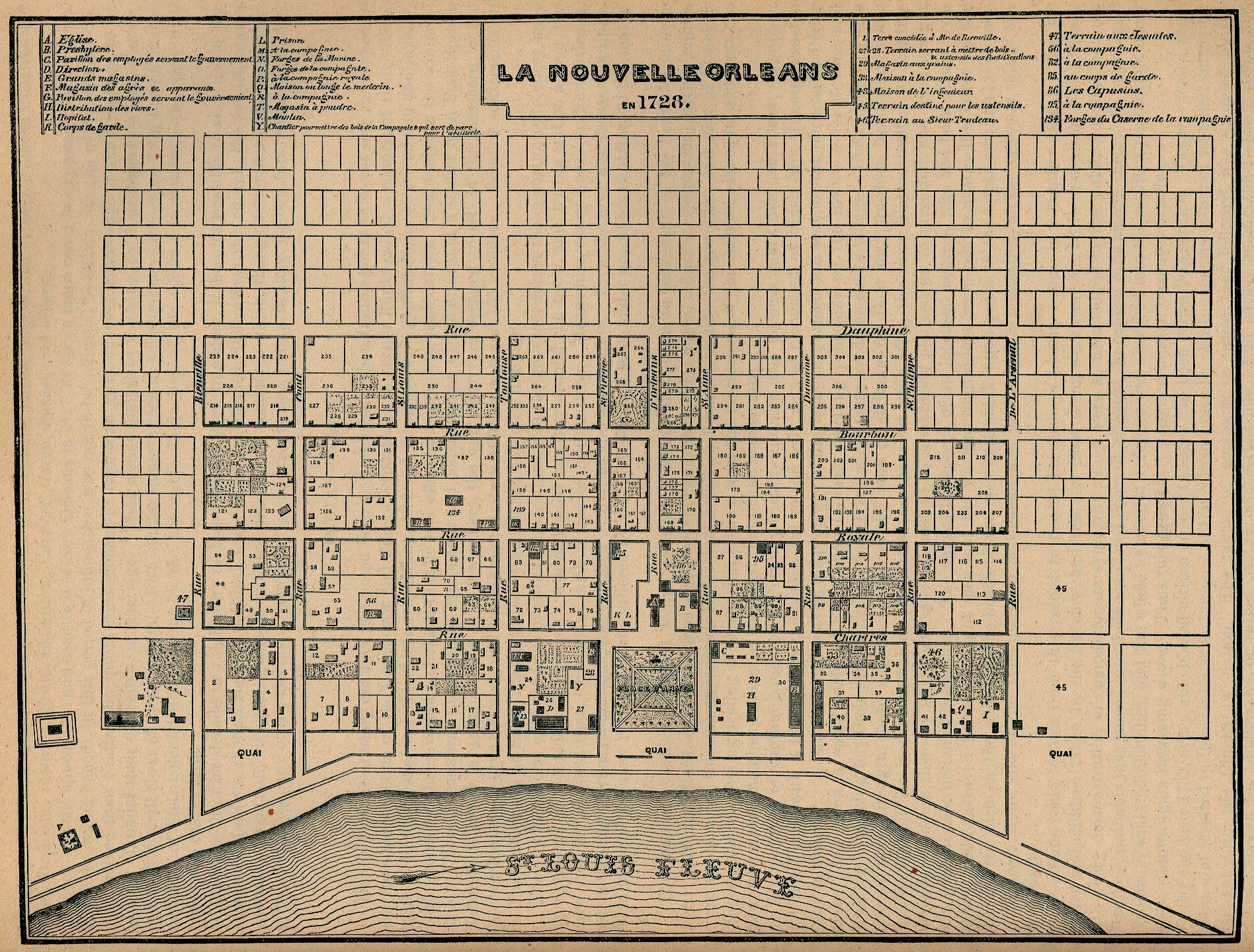
New Orleans in una mappa del 1728

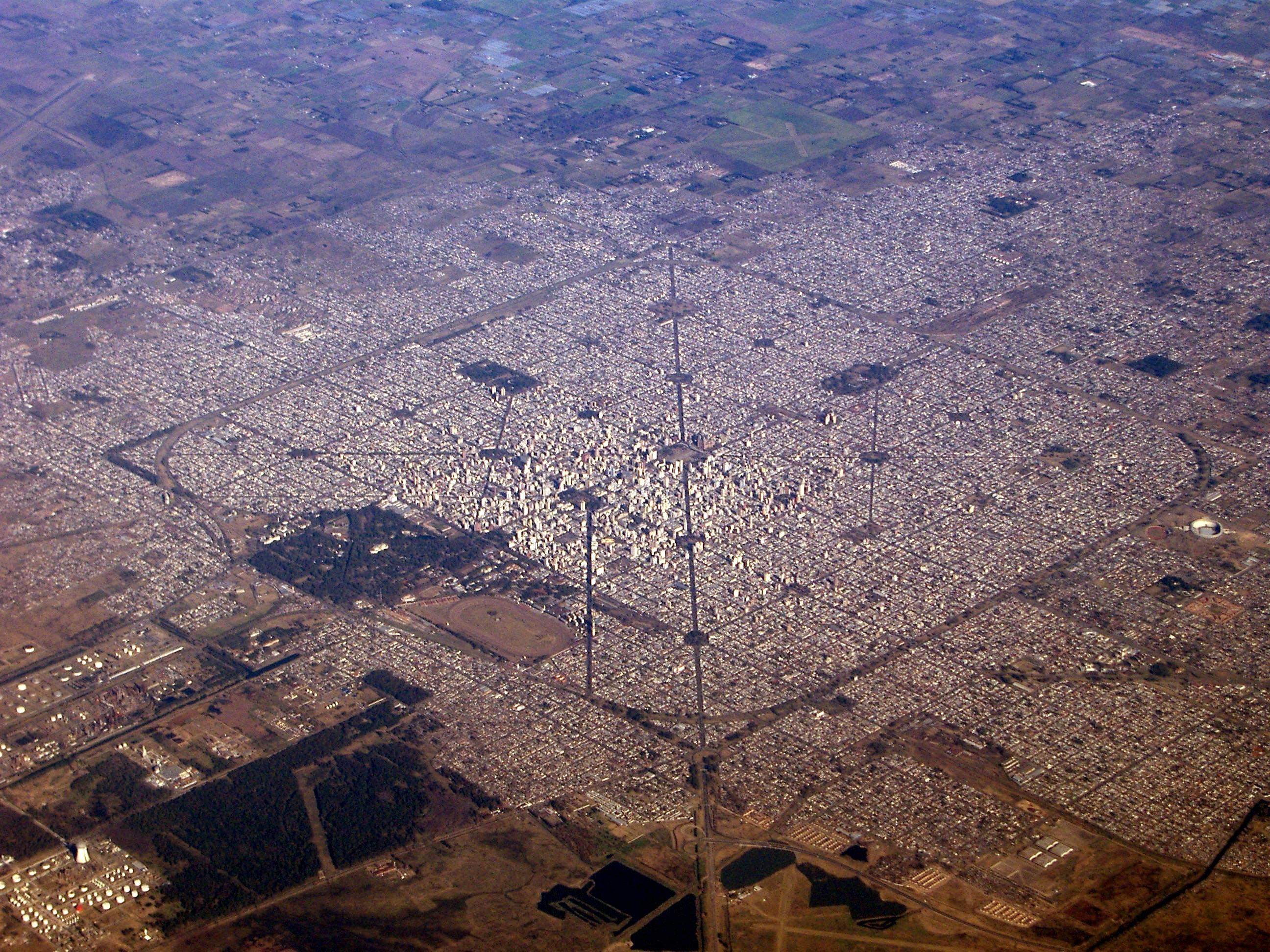
Il centro pianificato del La Plata

Quasi tutti i centri urbani nelle Americhe sono di nuova fondazione. Nel 1502, pochi anni dopo la scoperta da parte degli europei del nuovo mondo, fu fondata Santo Domingo.
Particolarmente interessanti dal punto di vista urbanistico e storico sono le reducciones gesuitiche nel Paraguay, sorte tra il XVII e il XVIII secolo.
Nell'America settentrionale le prime iniziative di fondazione di nuovi centri urbani necessari a impiantare stabilmente colonie, furono dei francesi (Montréal, New-Orleans), olandesi (New York) e inglesi, nelle varie zone d'influenza.
Nell'America meridionale la creazione di nuove città continuò per tutto il XVII e XVIII secolo seguendo il continuo processo di colonizzazione. Si trattava di centri economici come Nueva Ciudad de Belén, in Perù, La Plata, in Argentina o Ciudad Guayana, in Venezuela.
Nel caso degli Stati Uniti la stessa capitale Washington è una città di nuova fondazione, iniziata nel 1791, ma già a partire dal XVI secolo furono fondate da coloni europei alcune città i cui piani di fondazione sono semplici reticoli regolari estensibili all’infinito, che rispondono all’esigenza pratica di delimitare lotti edificabili. Manca la complessità della città europea, anche perché la struttura sociale è meno articolata, il potere meno centralizzato e la chiesa ha un ruolo limitato. Un esempio tipico in questo senso è Filadelfia, fondata nel 1682 da William Penn con un piano originario costituito da un rettangolo suddiviso in lotti da una maglia ortogonale di strade e attraversato da due assi principali che si intersecano in una piazza quadrata.

## L'epoca contemporanea
Nel XIX e nel XX secolo continua la realizzazione di centri urbani fondati mediante la pianificazione della loro struttura urbana. In un periodo di grande crescita urbana e demografica, i nuovi insediamenti sono migliaia, anche se il fenomeno è in parte misconosciuto.
Tra queste recenti città di fondazione possiamo annoverare:
- i villaggi operai ottocenteschi e novecenteschi relativi a insediamenti industriali o minerari (in Italia Crespi d'Adda, Montevecchio, Nebida, Masua, Buggerru, Ingurtosu, Zingonia, Milano 2, Metanopoli; in Repubblica Ceca Baťovany)
- le città giardino inglesi influenzate dalle opere di Ebenezer Howard e dai progetti di Raymond Unwin (Letchworth, Hampstead, Welwyn)

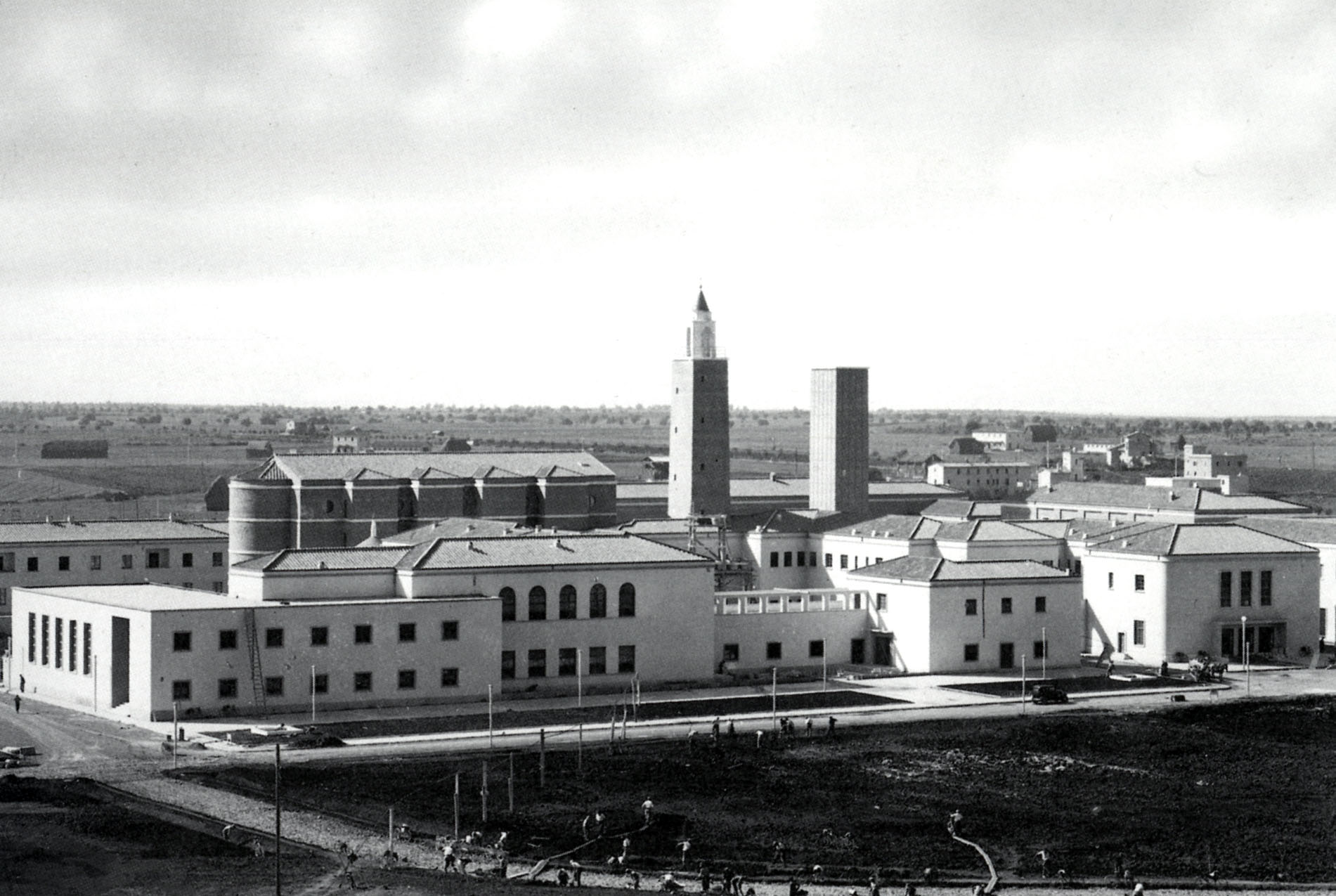
Aprilia nel 1936

- i nuovi insediamenti urbani fondati nel ventennio fascista, specie negli anni trenta:
  - vicino a Roma (Guidonia)
  - nell'Agro Pontino (Littoria -poi Latina-, Aprilia, Pomezia, Pontinia, Sabaudia)
  - nel foggiano (Borgo Mezzanone, Segezia, Borgo Tressanti)
  - in Sardegna (Carbonia, Fertilia, Arborea)
  - nel Molise (Campochiaro)
  - nelle colonie (Lakki, Cattavia)
- le "città aziendali", o company towns, nate infatti come insediamenti a completamento delle infrastrutture produttive di una grande azienda (in Italia Torviscosa, Tresigallo, Metanopoli, Valdagno e in parte Colleferro)
- le New Towns inglesi del secondo dopoguerra (Milton Keynes)
- le Villes nouvelles francesi, realizzate a partire dal 1960
- le nuove capitali nazionali: Canberra, Brasilia, Chandigarh, Islamabad, Abuja, Naypyidaw, Putrajaya, Astana, Ciudad de la Paz (capitale in costruzione della Guinea Equatoriale), la Nuova Capitale Amministrativa dell'Egitto, Amaravati, Nusantara
- Auroville in India
- Pegasus Town in Nuova Zelanda
- Arkadag in Turkmenistan

## Galleria d'immagini

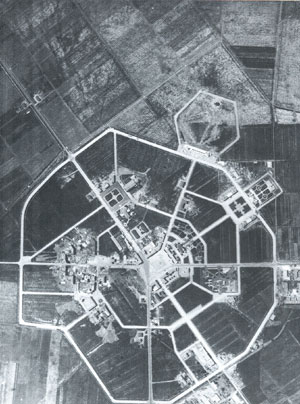
Latina poco dopo la sua fondazione
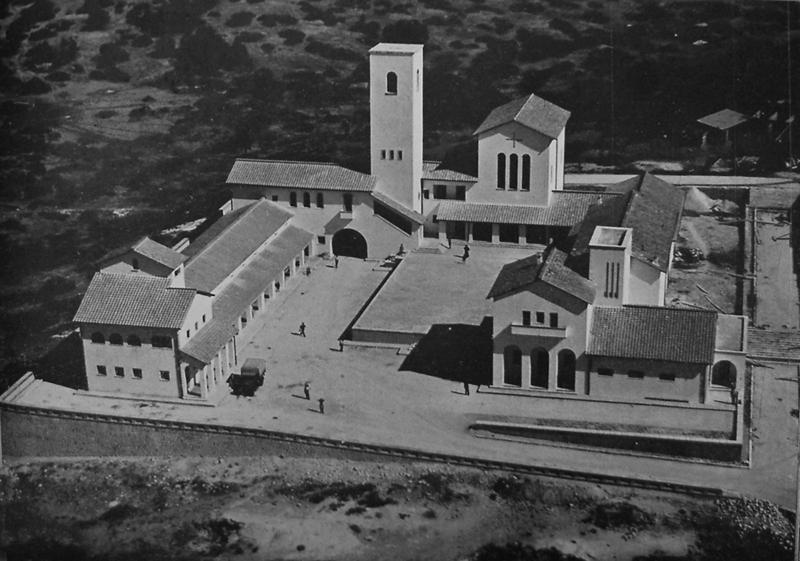
Villaggio d'insediamento italiano in Libia
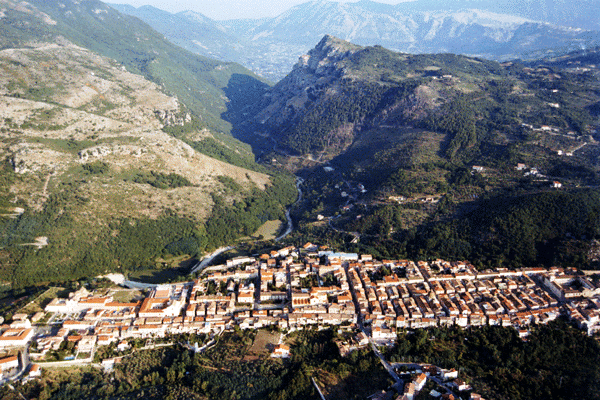
Cerreto Sannita. Si noti la squadratura degli isolati